# Levan Kenia
Levan Kenia (en géorgien : ლევან ყენია) est un footballeur international géorgien né le 18 octobre 1990 à Tbilissi en Union soviétique. Il évolue actuellement au poste de milieu de terrain.

## Palmarès
- Championnat de Tchéquie en 2017